# Nothofagus fusca
Hêtre rouge de Nouvelle-Zélande
Espèce
Classification phylogénétique
Nothofagus fusca (le Hêtre rouge de Nouvelle-Zélande) est une espèce de Nothofagus propre à la Nouvelle-Zélande. On le trouve sur l'Île du Nord et sur l'Île du Sud, des basses altitudes jusqu'aux montagnes.
C'est un arbre toujours vert, de taille moyenne pouvant aller jusqu'à 35 mètres de haut. Les feuilles sont rangées alternativement et mesurent de deux à quatre centimètres de long et de un et demi à trois centimètres de large. Le fruit est une petite coque contenant trois graines.
C'est la seule plante connue (avec le rooibos) à produire de la nothofagine,.
Ce Nothofagus est également planté comme un arbre ornemental dans les régions de climat océanique, à cause de la forme attractive de ses feuilles. Il a été introduit en Écosse et dans le nord de la côte pacifique des États-Unis.

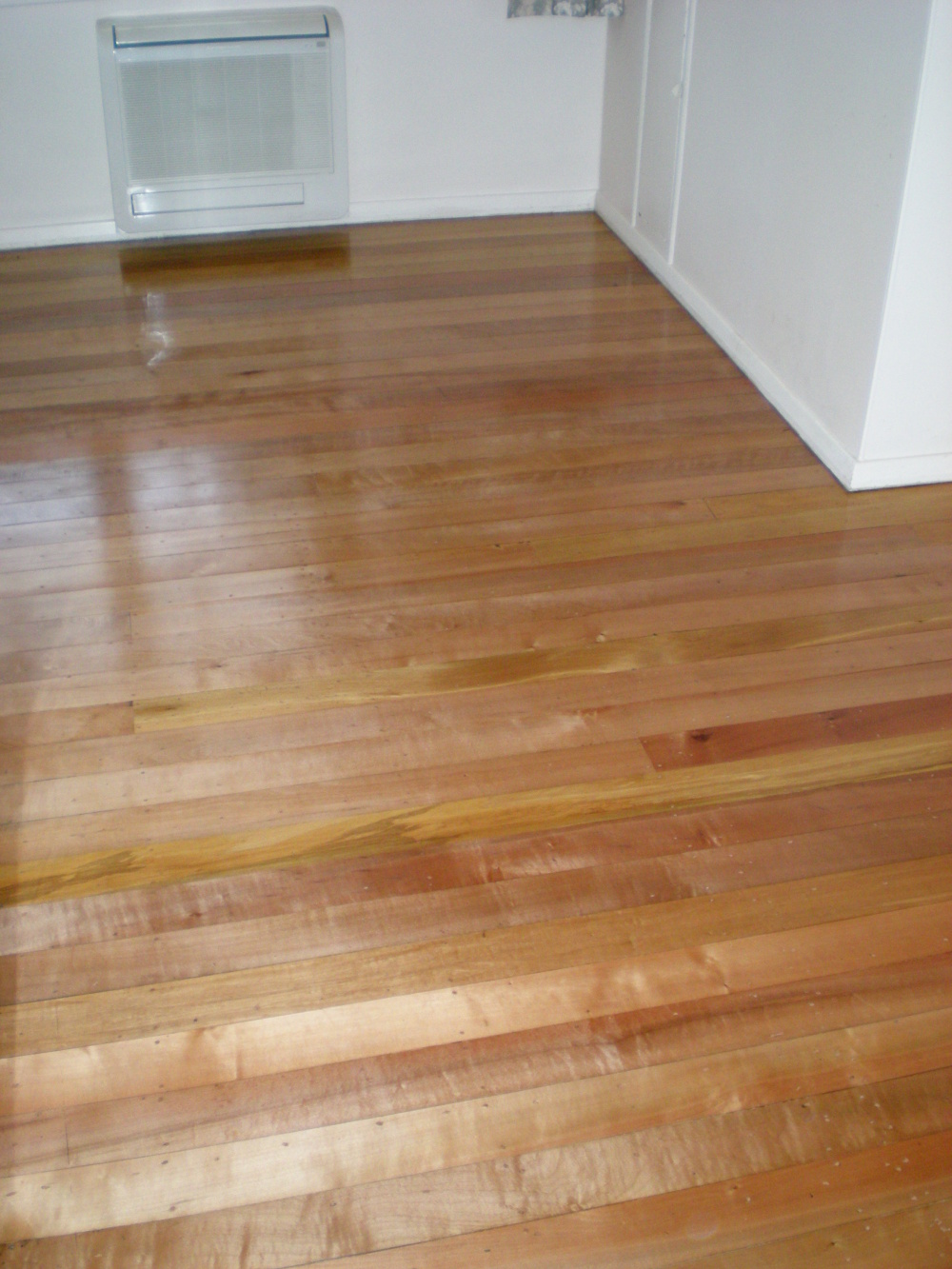
Un parquet en hêtre rouge de Nouvelle-Zélande.

Son bois est le plus durable de ceux des hêtres de Nouvelle-Zélande ; il est souvent utilisé pour la fabrication de parquets de bonne qualité. L'humidité moyenne de ce bois est de 12 % et sa densité de 630 kilogrammes par mètre cube.